# Tiger 3
Série YRF Spy Universe
Pathaan
(2023) War 2
(2025)
Série Tiger
Tiger Zinda Hai
(2017)
Pour plus de détails, voir Fiche technique et Distribution.
Tiger 3 est un film indien réalisé par Maneesh Sharma, sorti en 2023. C'est la suite du film Tiger Zinda Hai sorti en 2017.
C'est le cinquième film de la franchise YRF Spy Universe produite par Yash Raj Films qui met en scène des espions indiens de l'agence RAW.

## Fiche technique
Sauf indication contraire, les informations mentionnées dans cette section peuvent être confirmées par la base de données cinématographiques IMDb,  présente dans la section « Liens externes ».
- Titre français : Tiger 3
- Réalisation : Maneesh Sharma
- Scénario : Shridhar Raghavan
- Photographie : Anay Goswamy
- Montage : Rameshwar S. Bhagat
- Musique : Tanuj Tiku
- Pays d'origine : Inde
- Format : Couleurs - 2,35:1
- Genre : action, aventure, thriller
- Durée : 154 minutes
- Langue : hindi
- Date de sortie :
  -  Inde : 12 novembre 2023
  -  France : 15 novembre 2023

## Distribution
- Salman Khan : Tiger
- Katrina Kaif : Zoya
- Emraan Hashmi : Aatish Rehman
- Revathi : Maithili Menon, chef de l'agence RAW
- Simran : Nasreen Irani, première ministre du Pakistan
- Shah Rukh Khan : Pathaan
- Shahid Latief : général Haq
- Ranvir Shorey : Gopi Arya
- Aamir Bashir : le père de Zoya